# Glee: The Music Presents the Warblers
Glee: The Music Present the Warblers je soundtrackové album z amerického televizního muzikálového seriálu Glee. Album vyšlo 19. dubna 2011 ve vydavatelství Columbia Records a obsahuje třináct cover verzí písní z druhé série seriálu, kterou nazpíval fiktivní sbor The Warblers (Slavíci). Sóla v písních zpívají Darren Criss (Blaine Anderson) a Chris Colfer (Kurt Hummel).

## Tracklist
| Číslo skladby | Název skladby            | Autoři skladby                                                                           | Původní interpret(i)          | Délka |
| ------------- | ------------------------ | ---------------------------------------------------------------------------------------- | ----------------------------- | ----- |
| 1             | "Teenage Dream"          | Lukasz Gottwald, Benjamin Levin, Katy Perry, Bonnie McKee, Max Martin                    | Katy Perry                    | 3:40  |
| 2             | "Hey Soul Sister"        | Amund Bjørklund, Espen Lind, Pat Monahan                                                 | Train                         | 3:40  |
| 3             | "Bills, Bills, Bills"    | Kevin "She'kspere" Briggs, Kandi Burruss, Beyoncé Knowles, LeToya Luckett, Kelly Rowland | Destiny's Child               | 3:00  |
| 4             | "Silly Love Songs"       | Linda McCartney, Paul McCartney                                                          | Wings                         | 3:50  |
| 5             | "When I Get You Alone"   | Robin Thicke, Walter Murphy                                                              | Robin Thicke                  | 2:32  |
| 6             | "Animal"                 | Tim Pagnotta, Tyler Glenn, Elaine Doty, Chris Allen, Branden Campbell                    | Neon Trees                    | 3:11  |
| 7             | "Misery"                 | Jesse Carmichael, Adam Levine, Michael Madden, Sam Farrar, James Valentine               | Maroon 5                      | 3:08  |
| 8             | "Blackbird"              | John Lennon, Paul McCartney                                                              | The Beatles                   | 2:20  |
| 9             | "Candles"                | Mike Gentile, Sam Hollander, Cassadee Pope, Dave Katz                                    | Hey Monday                    | 2:51  |
| 10            | "Raise Your Glass"       | Pink, Max Martin, Shellback                                                              | Pink                          | 3:18  |
| 11            | "Somewhere Only We Know" | Tim Rice-Oxley, Tom Chaplin, Richard Hughes                                              | Keane                         | 3:04  |
| 12            | "What Kind of Fool"      | Albhy Galuten, Barry Gibb                                                                | Barbra Streisand a Barry Gibb | 4:08  |
| 13            | "Do Ya Think I'm Sexy?"  | Carmine Appice, Duane Hitchings, Rod Stewart                                             | Rod Stewart                   | 3:00  |

## Interpreti

### The Warblers
- Darren Criss
- Chris Colfer
- Sam Cantor
- Conor Flynn
- Michael Grant
- John Kwon
- Cailin Mackenzie
- Kent McCann
- Eric Morrissey
- Evan Powell
- Penn Rosen
- Eli Saidman
- Jack Thomas

### Vokály
- Adam Anders
- Nikki Anders
- Shoshana Bean
- Tim Davis
- Storm Lee
- David Loucks
- Jeanette Olsson
- Onitsha Shaw
- Windy Wagner